# Alpinia mutica
Alpinia mutica är en enhjärtbladig växtart som beskrevs av William Roxburgh. Alpinia mutica ingår i släktet Alpinia och familjen Zingiberaceae. Inga underarter finns listade i Catalogue of Life.